# Feine Freundinnen
Feine Freundinnen (Gooische Vrouwen) ist eine niederländische Fernsehserie, die von der niederländischen Entertainerin Linda de Mol entwickelt wurde. Das Serienkonzept knüpft an Erfolgsformate wie Sex and the City und Desperate Housewives an.

## Handlung
Der bekannte Schlagersänger Martin Morero und seine Frau Cheryl ziehen in ihr neues Haus nach Blaricum (Blaricum liegt in einer noblen Gegend in der Nähe von Amsterdam, „Het Gooi“ genannt). Ihr Haus ist noch unfertig, beide wollen jedoch am darauffolgenden Tag eine Party geben, zu der sie die Nachbarschaft einladen wollen. Die drei Freundinnen Willemijn Lodewijkx, Anouk Verschuur und Claire van Kampen lernen sich bei dieser Party kennen.

## Hauptcharaktere
- Cheryl Morero ist mit dem berühmten Schlagersänger Martin Morero verheiratet, mit dem sie nach Blaricum, nahe Amsterdam zieht.
- Willemijn Lodewijkx ist liebevolle dreifacher Mutter und frustrierte Ehefrau.
- Anouk Verschuur ist Künstlerin und lebt mit ihrer Tochter allein und lernt bei jeder Gelegenheit gut aussehende Männer kennen.
- Claire van Kampen ist erfolgreiche Rechtsanwältin und hat eine Tochter. Sie steht vorerst den Moreros kritisch gegenüber.

## Ausstrahlung

### In den Niederlanden
Die ersten beiden Staffeln sendete Talpa, danach wurde Gooische Vrouwen auf RTL 4 gesendet. 42 Folgen wurden in fünf Staffeln ausgestrahlt. Die letzte Folge wurde am 23. Oktober 2009 in den Niederlanden ausgestrahlt. An diesem Abend gewann Gooische Vrouwen mit 53 % der Stimmen den Goldenen Televizier-Ring für die beste Fernsehsendung. In den Jahren 2006, 2007 und 2008 war die Sendung bereits für diesen Preis nominiert worden, allerdings ohne Erfolg. Die Serie ist im niederländischen Original komplett auf DVD erhältlich.
Am 8. März 2011 kam der Film Gooische Vrouwen in die niederländischen Kinos. Im Jahr 2012 erhielt die Fernsehserie eine Spin-off-Sendung mit dem Titel Villa Morero. Am 4. Dezember 2014 erschien die Spielfilm-Fortsetzung Gooische Vrouwen 2.
Am 27. Oktober 2024 startete eine sechste Staffel auf dem Streamingdienst Videoland.

### In Deutschland
Die deutsche Version strahlte das ZDF wöchentlich ab dem 10. Juli 2007 um 22:45 Uhr aus. Die erste Folge vom 10. Juli 2007 verfolgten 1,55 Millionen Zuschauer bei einem Marktanteil von 8,8 Prozent. Der Marktanteil in der werberelevanten Zielgruppe lag bei 4,8 Prozent.
Mitte Juli lag der Marktanteil bei unter 6,0 Prozent. Die Finalfolge der ersten Staffel vom 28. August 2007 erreichte nur 1,04 Millionen Zuschauer (6,7 Prozent Marktanteil), in der Gruppe der 14- bis 49-Jährigen lag bei 0,27 Millionen Zuschauern (3,8 Prozent Marktanteil).
Die Ausstrahlung der Serie in Deutschland wurde wegen des geringen Zuschauerinteresses schließlich bereits nach der ersten Staffel eingestellt.

### In anderen Ländern
Die Serie ist auch in anderen Ländern vertreten. Die Ausstrahlung im Produktionsland, den Niederlanden, lief dort sehr erfolgreich, ebenfalls in Belgien und Frankreich. In Serbien wurde ein Remake von der Serie produziert und ausgestrahlt.
| Land                | Sender       | Name             |
| ------------------- | ------------ | ---------------- |
| Niederlande         | RTL 4        | Gooische Vrouwen |
| Flandern (Belgien)  | VTM          | Gooische Vrouwen |
| Wallonien (Belgien) | RTL TVI      | Jardins Secrets  |
| Frankreich          | FOXlife, TF1 | Jardins Secrets  |
| Schweiz             | TSR 1        | Jardins Secrets  |
| Serbien             | Prva         | Žene sa Dedinja  |
| Kanada              | Series+      | Jardins Secrets  |

## Trivia
- Für die deutsche Version sind die Stimmen synchronisiert. Linda de Mol hat ihre eigene Stimme synchronisiert.
- Die Serie hat in den Niederlanden bei jeder Folge fast 1,5 Millionen Zuschauer.

## Veröffentlichungen
- Single: Someone Like You (Benny Martell & Stefanie Nerpel)
- Album: Feine Freundinnen (Soundtrack)
- DVD: Feine Freundinnen – Season 1